# T-38 Talon
Нортроп Т-38 «Телон» (англ. Northrop T-38 Talon) — американський двомісний надзвуковий навчальний реактивний літак. Перший політ відбувся 10 березня 1959 року.
17 березня 1961 року перші літаки поступили на озброєння навчальних військово-повітряних підрозділів. T-38 «Телон» використовують в основному для підготовки пілотів. У розпорядженні ВПС США знаходиться близько 500 літаків цього типу. Всього побудовано 1187 примірників.
За допомогою T-38 було підготовлено близько 75 000 пілотів. Загальний наліт T-38 на сьогодні становить близько 13 000 000 годин. Це також основний навчальний реактивний літак астронавтів НАСА. Один з льотчиків НАСА встановив рекорд, налітавши понад 9200 годин на T-38. Літак і нині залишається в лавах.
На основі «Телон» був розроблений легкий винищувач F-5.

## Модифікації
- T-38A — базова навчально-тренувальна модифікація
- T-38B — навчально-бойова модифікація
- T-38C — модернізована версія для ВПС США. Перші літаки модернізували в 2001 році[2]
- T-38M — модернізована версія для ВПС Туреччини. У 2012-2014 рр. планується модернізувати 55 T-38A.[3]

## Тактико-технічні характеристики
Наведені нижче характеристики відповідають модифікації T-38A.

### Технічні характеристики
- Екіпаж: 2 (курсант та інструктор)
- Довжина: 14,14 м
- Розмах крила: 7,7 м
- Висота: 3,92 м
- Площа крила: 16 м²
- Маса порожнього: 3 270 кг
- Маса спорядженого: 5 360 кг
- Максимальна злітна маса: 5 670 кг
- Двигуни: 2 × ТРДФ General Electric J85-5A
- Тяга: 2 × 17,1 кН

### Льотні характеристики
- Максимальна швидкість: 1 381 км/год (М=1,3)
- Практична дальність: 1 835 км
- Практична стеля: 15 240 м
- Швидкопідйомність: 170,7 м/с
- Навантаження на крило: 340 кг/м²
- Тягооснащеність: 0,65

## Аварії та катастрофи
11 вересня 2018 року навчальний T-38 Talon ВПС США викотився за межі злітно-посадкової смуги авіабази Шепард. Обидва члени екіпажу катапультувались й уникнули ушкоджень
13 листопада 2018 року навчальний T-38 Talon ВПС США розбився під час виконання навчального польоту в штаті Техас. Один пілот загинув, інший зазнав ушкоджень.

## Оператори
- США
  - ВПС США — 508 T-38, станом на 2012[1][6]
  - ВМС США — 10 T-38, станом на 2008
  - НАСА — близько 40 T-38, станом на 2012[7]
- Німеччина
- Тайвань
- Туреччина — 67 T-38A, станом на 2012 рік[8]
- Південна Корея